# Rafael Alfonso Escudero López-Brea
Rafael Alfonso Escudero López-Brea, né le 4 avril 1962 à Quintanar de la Orden, près de Tolède en Espagne, est un évêque catholique espagnol, actuellement prélat de Moyobamba au Pérou.

## Biographie
Rafael Escudero naît en Espagne dans la province de Tolède. Il poursuit d'abord ses études dans sa ville natale, puis entre au grand séminaire de Tolède, où il obtient le titre de bachelier en théologie pour l'Institut théologique Saint-Hildefonse.

## Épiscopat
En 2004, il part pour le Pérou avec un premier groupe de prêtres diocésains de Tolède dans la prélature territoriale de Moyobamba dont le gouvernement avait été attribué par le Saint-Siège à l'archidiocèse de Tolède. Il est bientôt nommé vicaire général et curé de la cathédrale Saint-Jacques-Apôtre ; puis il est nommé évêque coadjuteur le 8 juillet 2006 par le pape Benoît XVI. Il reçoit la consécration épiscopale à Moyobamba le 26 août suivant des mains de l'archevêque de Tolède, le cardinal Cañizares.
Depuis le 21 juillet 2007, il est évêque de la prélature de Moyobamba, après la démission pour raison d'âge de son prédécesseur (qui meurt un mois plus tard le 27 août 2007).